# Arcs del Cinquantenari
Els Arcs del Cinquantenari (en neerlandès Triomfboog van het Jubelpark, en francès Arcades du Cinquantenaire) són un monument de Brussel·les creat per iniciativa del rei Leopold II, en commemoració del cinquantè aniversari de la independència de Bèlgica.

## Història de la construcció
En previsió de l'organització de l'exposició i de les festivitats del Cinquantenari de 1880, l'antic camp de maniobres militars Linthout, és transformat en un espai per a fires comercials i exposicions. Prendrà el nom de parc del Cinquantenari.
Els plànols de l'arquitecte Gédéon Bordiau hi preveuen al centre, la construcció d'un palau per a exposicions. Les ales simètriques han de ser enllaçades per una doble columnata semicircular interrompuda per una arcada monumental. Caldrà esperar vint-i-cinc anys per a l'acabament progressiu del palau i del monument.
Els treballs prossegueixen després del jubileu, mentre que l'any 1888 s'hi acull, un gran concurs internacional de les ciències i de la indústria, després l'exposició universal de 1897. En aquesta època, només es construeixen els peus verticals de l'arc. El temps, i sobretot, la manca de crèdits, seran superats per a l'ocasió amb un arc provisional, fet d'escaiola, barreja de guix i de fibres vegetals, sobre una estructura de fusta, que després serà desmuntat. Al darrere del palau s'hi construït un important hall d'exposició envidriat sobre una estructura metàl·lica.
Les autoritats de la ciutat i el govern fan mala cara a concedir els recursos necessaris a la realització dels treballs jutjats de faraònics. El rei, que aprecia el seu projecte i vol que aquest sigui acabat per a les festes del 75è aniversari de la independència de Bèlgica, acaba decidint finançar el monument a través de la Fundació de la Corona, en part sobre el seu patrimoni personal i en part directament amb els diners que provenen de l'Estat Independent del Congo. El 1904, havent mort Bordiau, apel·la a l'arquitecte francès Charles Girault que modifica els plànols, dissenyant un monumental arc de triomf de tres arcs. No caldran més de vuit mesos amb 450 obrers rellevant-se dies i nits per construir-lo. El projecte de Girault requereix la demolició amb dinamita dels sòcols de l'arc de Bordiaux i d'alguns revoltons de la columnata. El vestíbul metàl·lic és en part desmuntat darrere les arcades que aclareixen una vasta esplanada. La inauguració de l'edifici que costarà 7.500.000 francs-or es desenvoluparà el 27 de setembre de 1905.

## Descripció del monument
La triple arcada de 30 metres d'ample per 45 metres d'alçada implica tres obertures de dimensions iguals. El conjunt és orientat de cara a la ciutat, amb l'eix de la rue de la Loi, travessant el quartier Léopold, desembocant al quartier royal, seu del parlament, del govern i del palau reial, i d'altra banda amb l'eix de l'avenue de Tervuren que porta al «Palais des colonies», esdevingut Museu Reial de l'Àfrica Central.
La decoració del monument i les escultures que el guarneixen han estat confiades als artistes els més famosos de l'època en un esperit d'exaltació nacional. La quadriga de bronze que el corona i que representa El Brabant elevant la bandera nacional, i les escultures que l'envolten són obra de Thomas Vinçotte i Jules Lagae, les vuit altres províncies són representades assegudes als peus dels pilars. La columnata originalment oberta és tancada pel darrere per un mur el 1905, aquest serà decorat amb un fresc de mosaic de 360 metres quadrats del que el tema és «la glorificació de la Bèlgica pacífica i heroica»
Unes escales de caragol, avui flanquejades per un ascensor, permeten accedir a la sala d'exposició situada sota la quadriga i a les dues terrasses, a banda i banda d'aquesta.

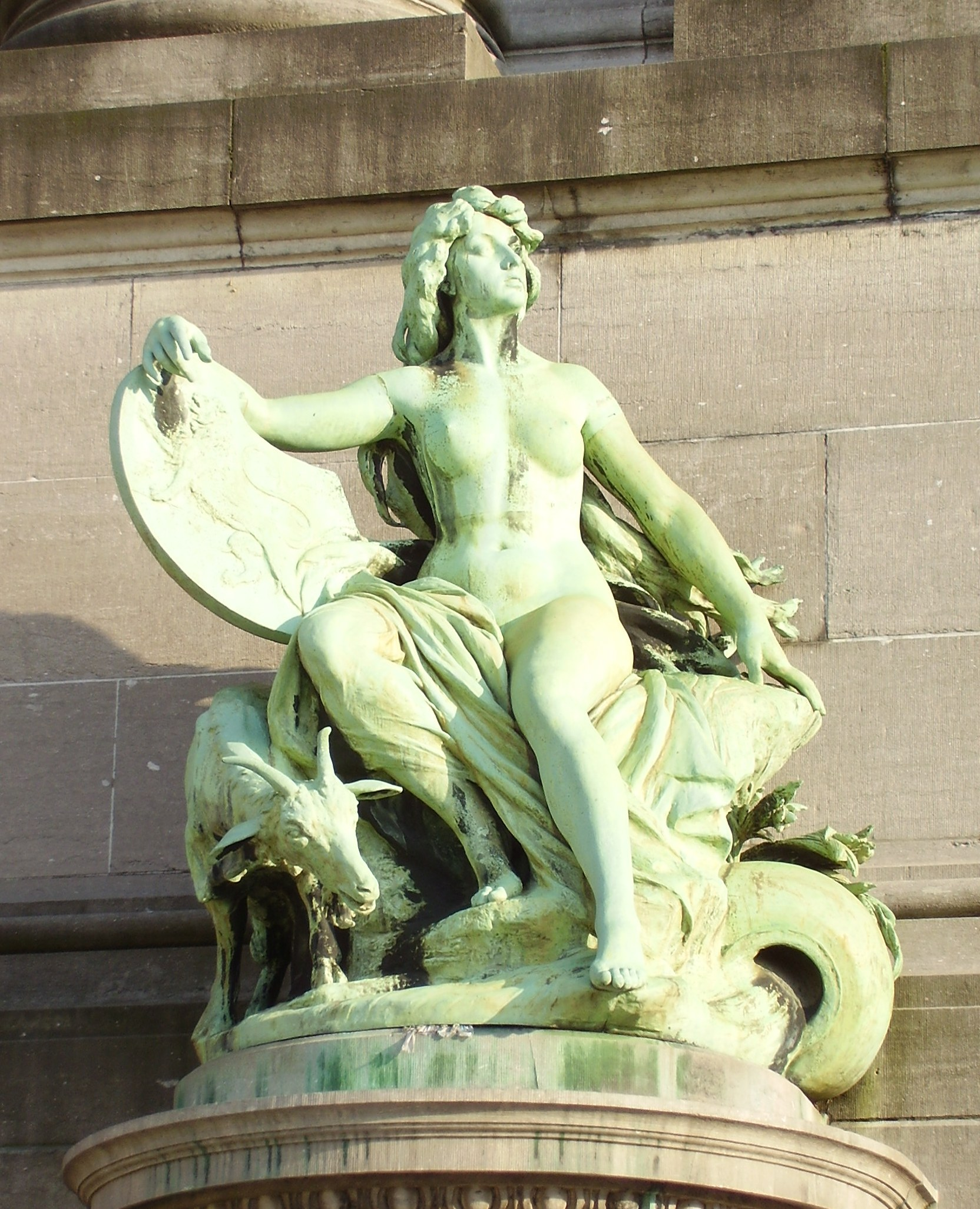
Província de Namur per Guillaume de Groot
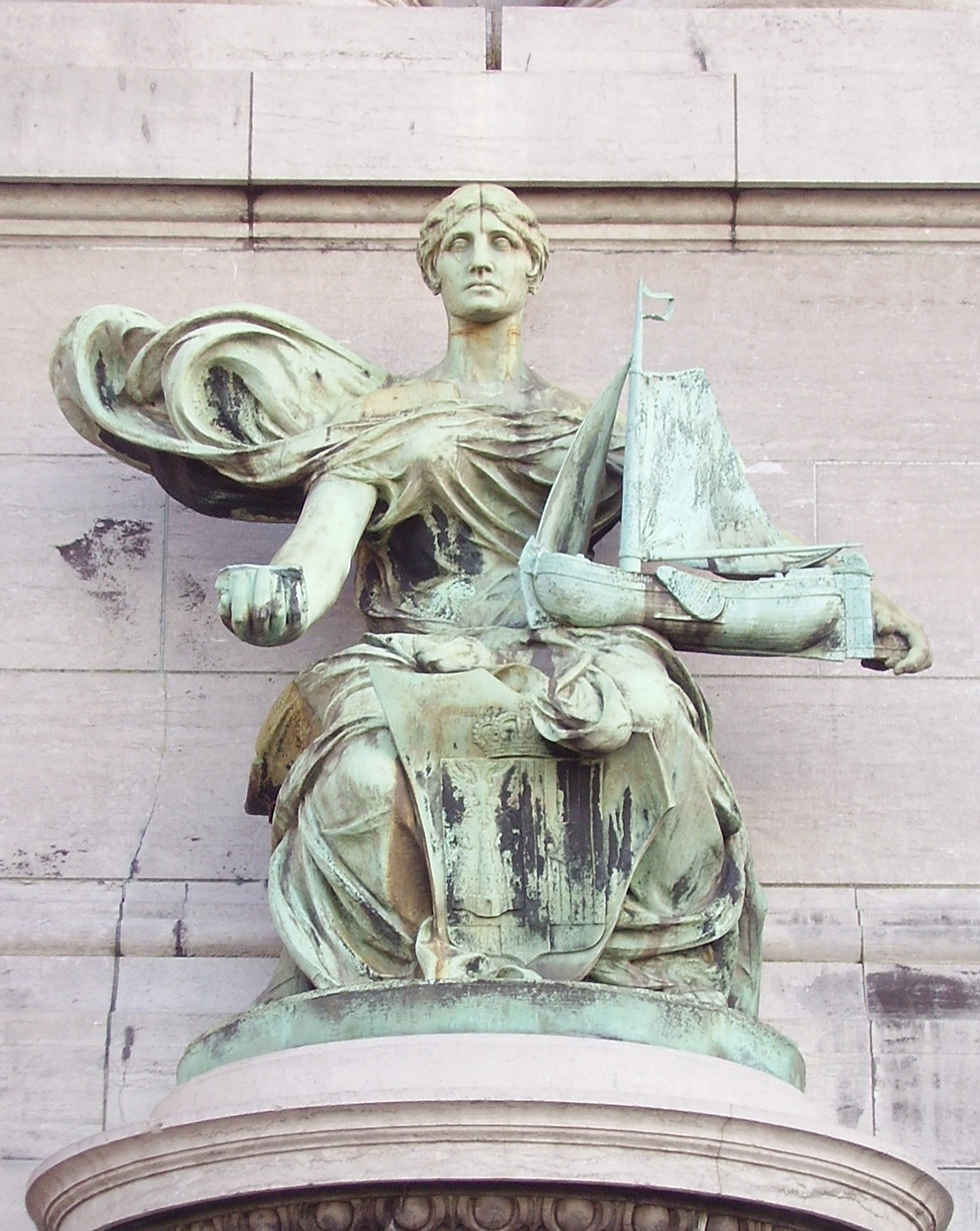
Província d'Anvers per Charles van der Stappen
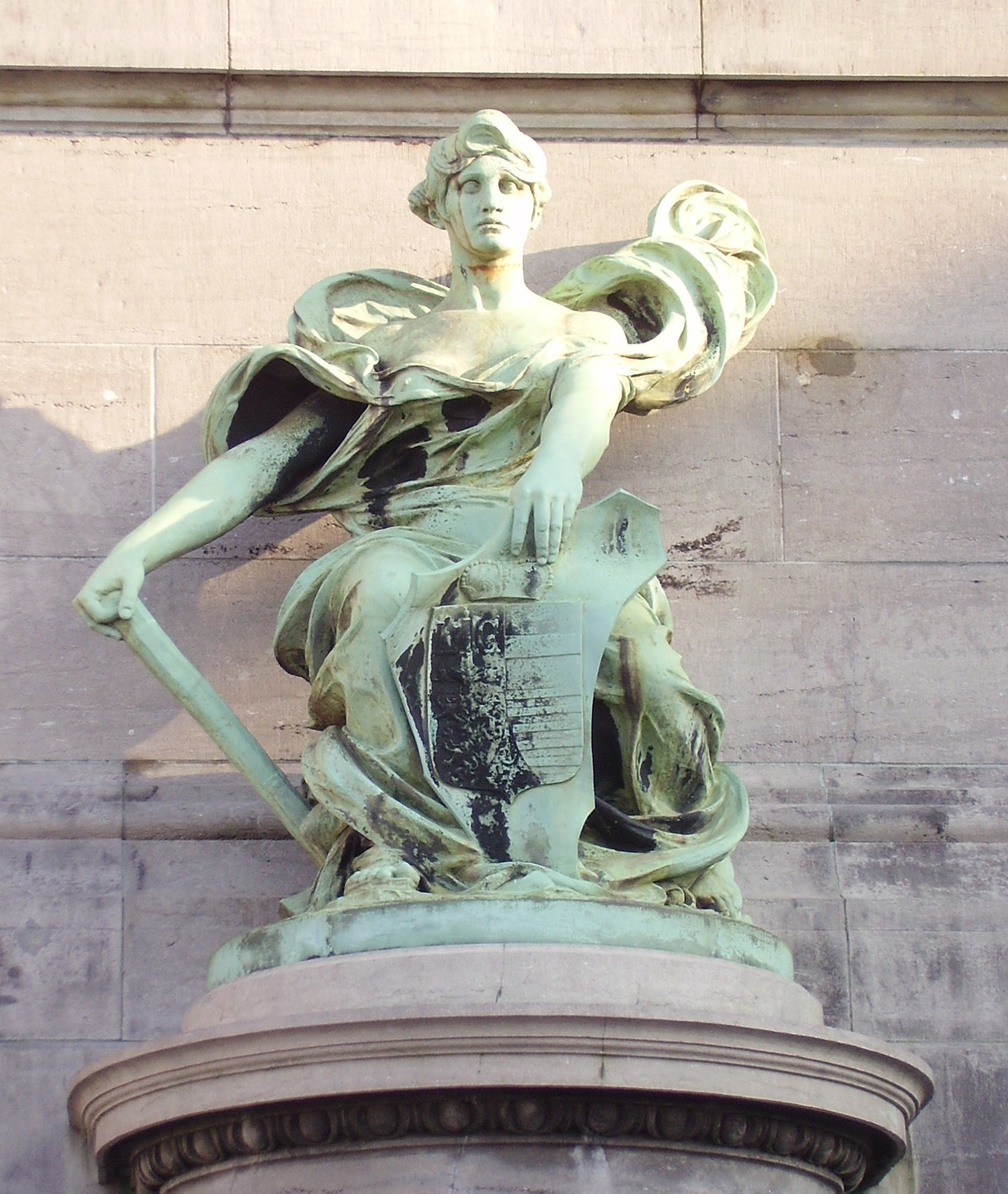
Província de Lieja per Charles van der Stappen
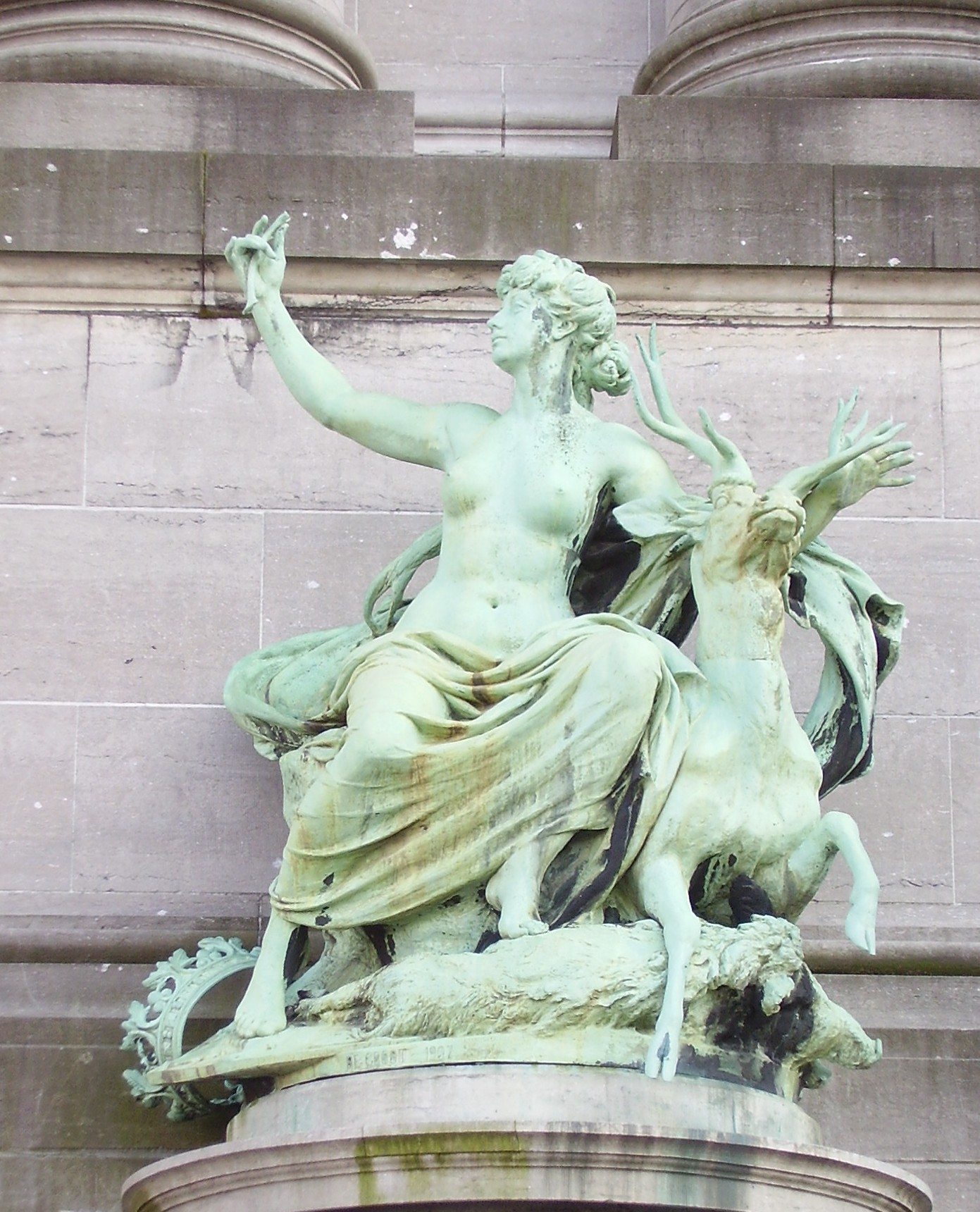
Província de Luxemburg per Guillaume de Groot
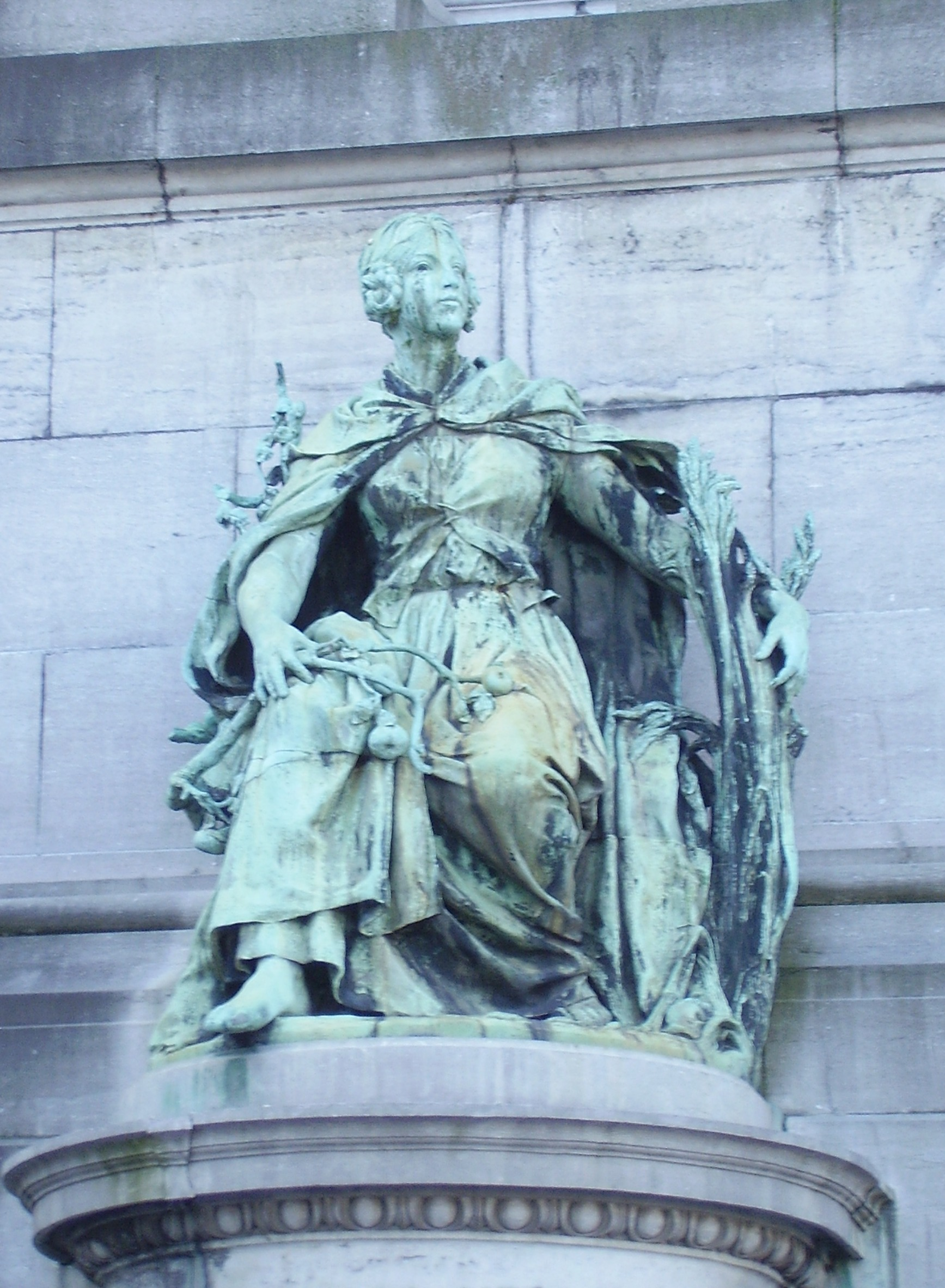
Província de Limburg per Albert Desenfans
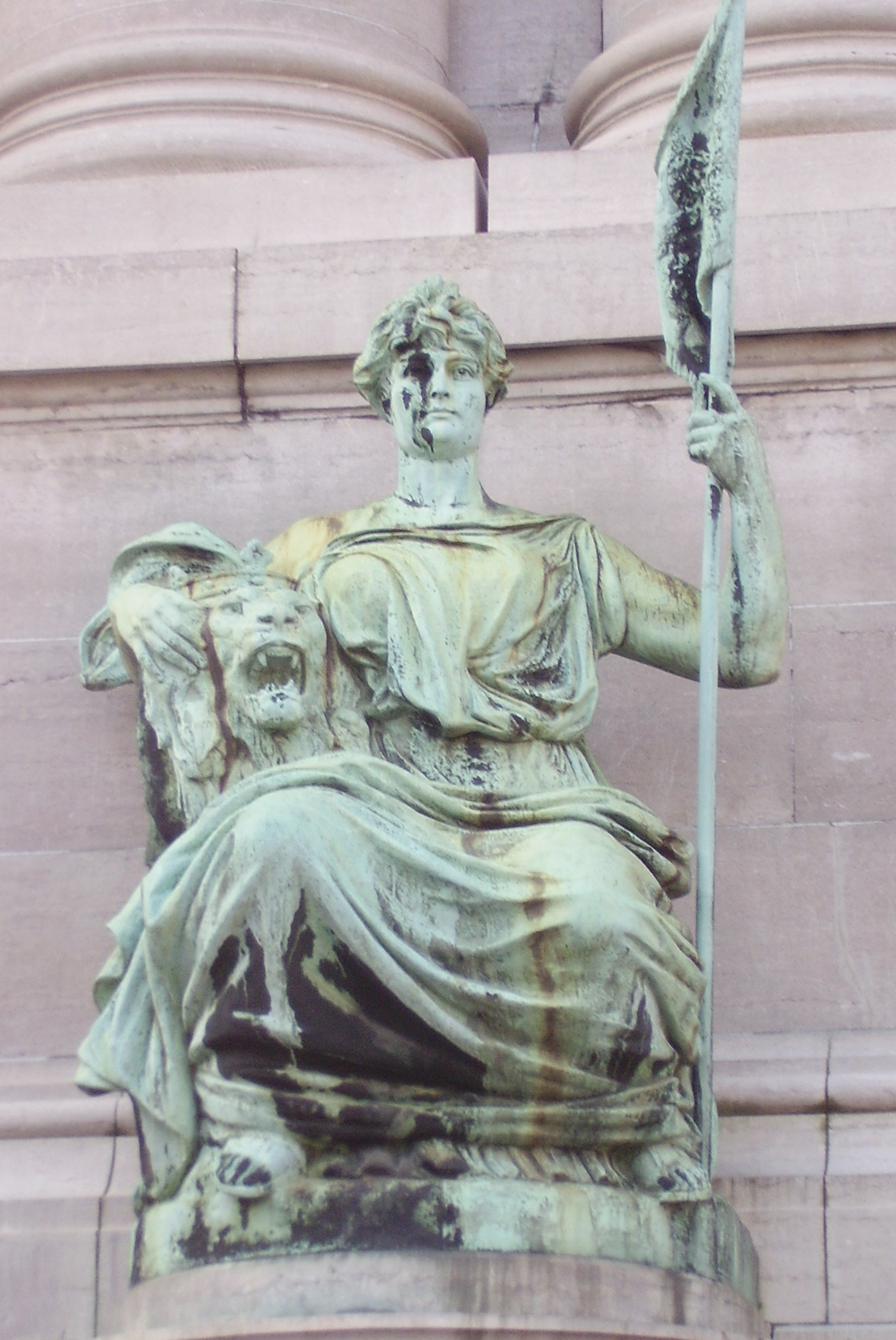
Província de Flandes Oriental per Jef Lambeaux
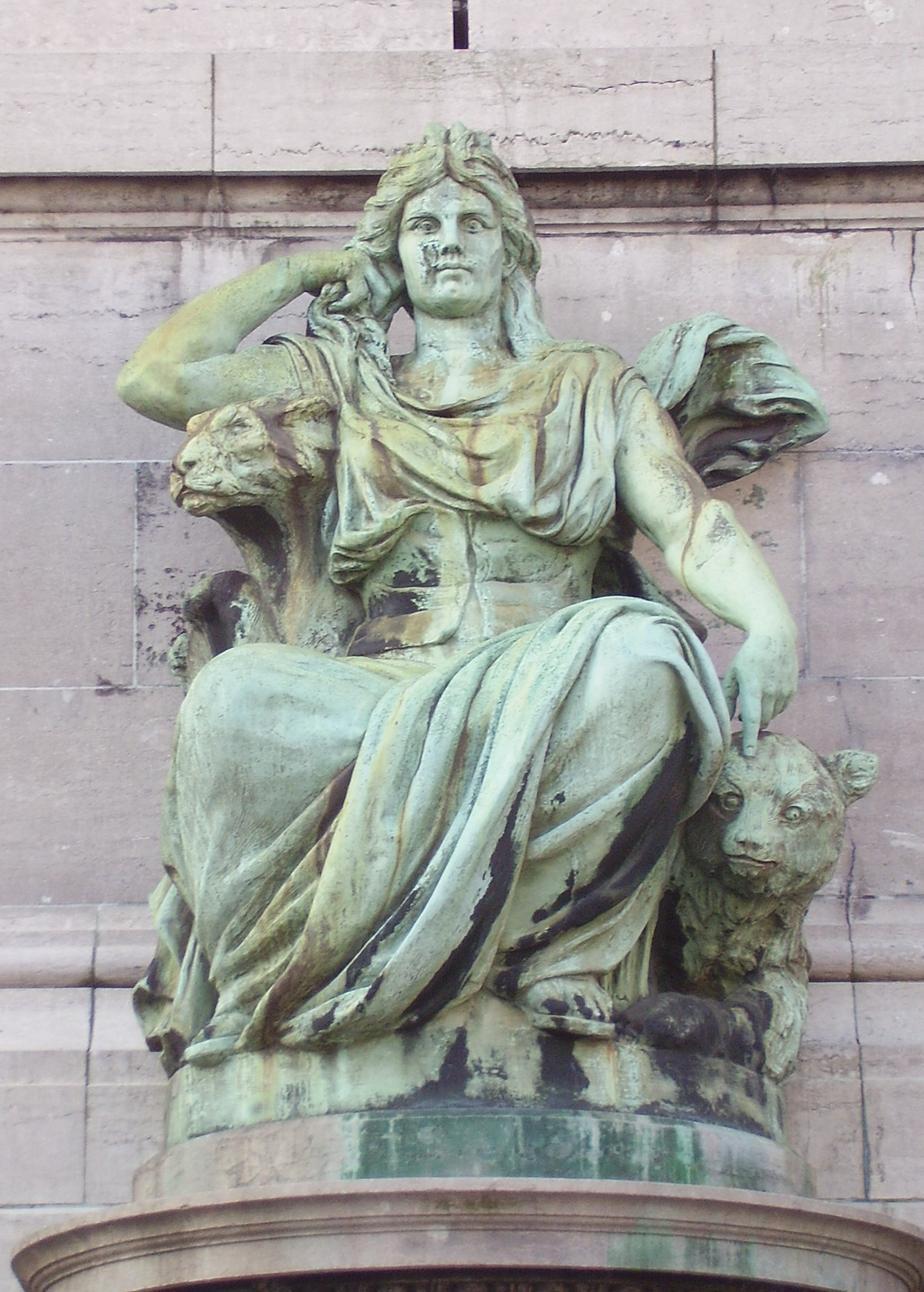
Província de Flandes Occidental per Jef Lambeaux
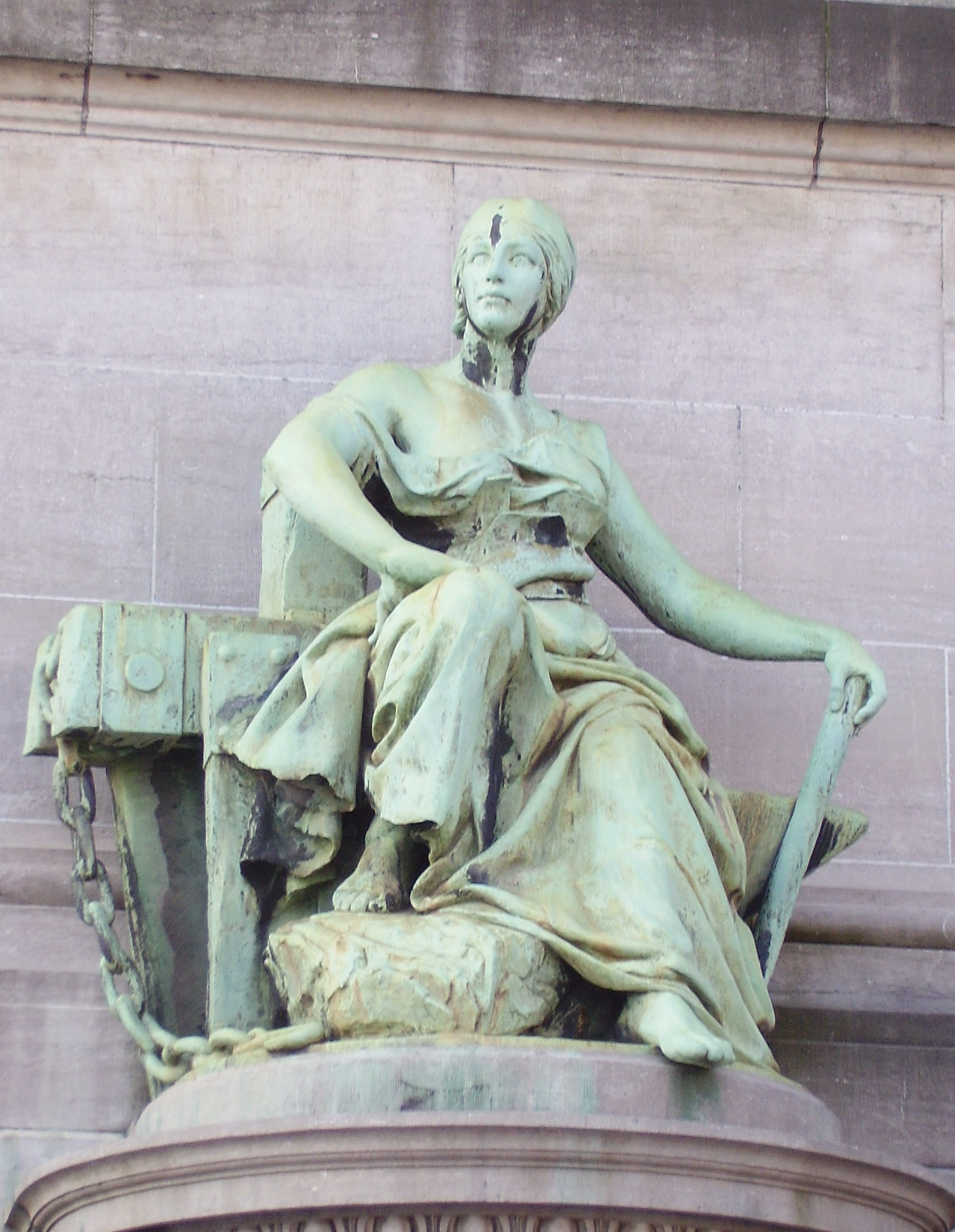
Província de Hainaut per Albert Desenfans
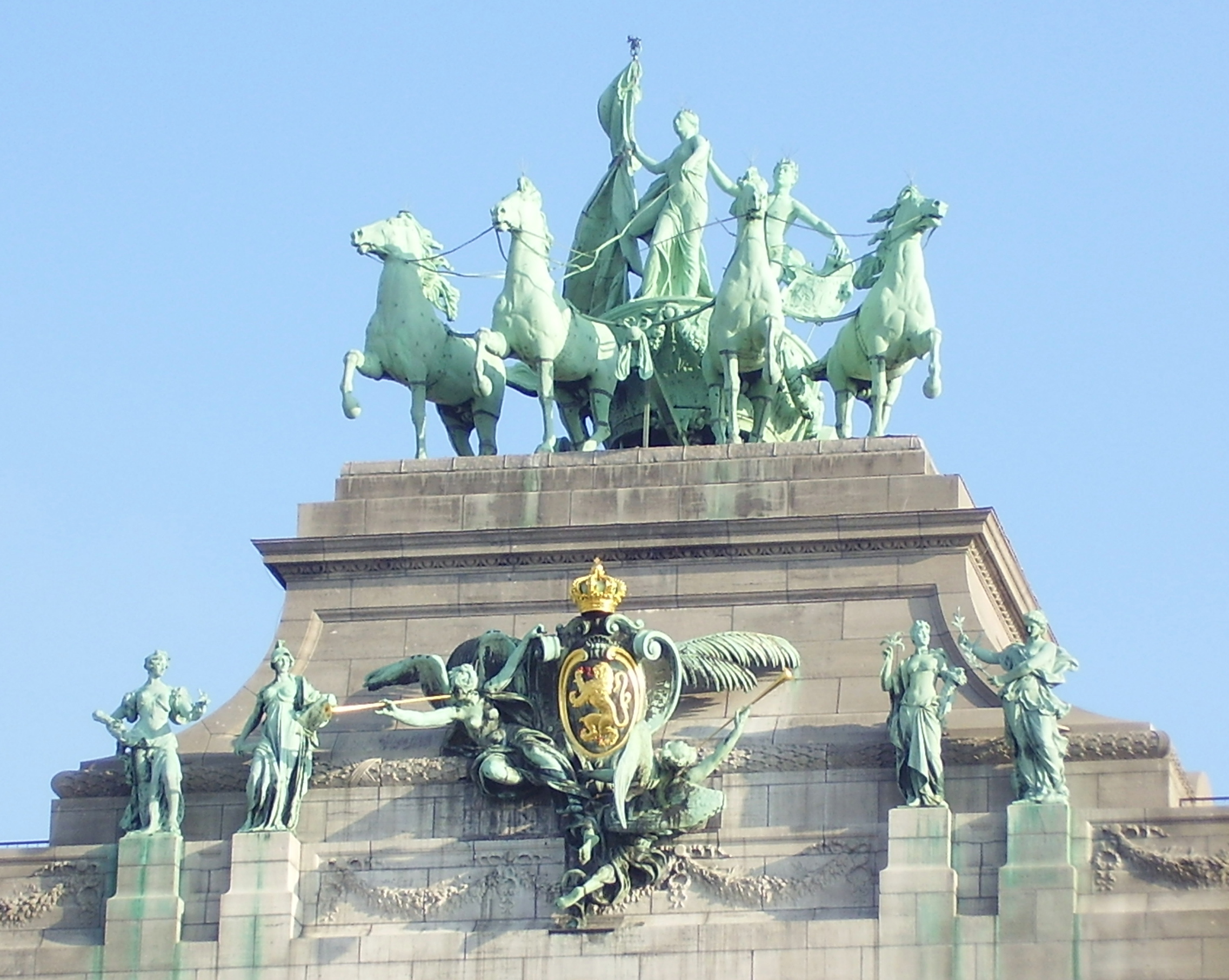
La quadriga de la província de Brabant